# Distictella
Distictella é um género botânico pertencente à família Bignoniaceae.

## Espécies
Apresenta 28 espécies:
Distictella angustifolia Distictella arenaria Distictella broadwayana
Distictella campinae Distictella chocoensis Distictella crassa
Distictella cremersii Distictella cuneifolia Distictella dasytricha
Distictella elongata Distictella granulosa Distictella guianensis
Distictella kochii Distictella laevis Distictella lutescens
Distictella magnoliaefolia Distictella magnoliifolia Distictella mansoana
Distictella monophylla Distictella negrensis Distictella nigrescens
Distictella obovata Distictella parkeri Distictella pauciflora
Distictella porphyrotricha Distictella pulverulenta Distictella racemosa
Distictella reticulata